# Augustin Louis Cauchy
Augustin Louis Cauchy, IPA [oɡysˈtɛ̃ lwi koˈʃi] (ur. 21 sierpnia 1789 w Paryżu, zm. 23 maja 1857 w Sceaux pod Paryżem) – francuski matematyk i fizyk matematyczny zajmujący się głównie analizą, algebrą i mechaniką klasyczną, zwłaszcza mechaniką ośrodków ciągłych. Profesor Uniwersytetu Turyńskiego i paryskiego École polytechnique.
Cauchy wprowadził do analizy rzeczywistej rygor – definicje i dowody w ścisłej, formalnej postaci. Zapoczątkował też właściwą analizę zespoloną, dowodząc w niej kilku kluczowych twierdzeń. Cauchy badał również równania różniczkowe zwyczajne, nierówności, wyznaczniki oraz grupy permutacji, a w fizyce – elastomechanikę i mechanikę płynów. Francuskiego uczonego upamiętniają dziesiątki pojęć nazwanych od jego nazwiska oraz napis na Wieży Eiffla. W 1849 otrzymał Pour le Mérite za Naukę i Sztukę.

## Życiorys
Podstawowe wykształcenie zawdzięczał ojcu Louisowi François Cauchy’emu (1760–1848), będącemu niższej rangi urzędnikiem państwowym, a który zaliczał do swych przyjaciół takie osobowości jak Lagrange i Laplace. Następnie A. L. Cauchy podjął naukę na École Centrale du Panthéon w 1802 roku, École Polytechnique w 1805 i École Nationale des Ponts et Chaussées w 1807. Po podjęciu się zawodu inżyniera opuścił Paryż, przenosząc się w roku 1810 do Cherbourga. Ze względu na zdrowie powrócił jednak w roku 1813 do Paryża, po czym Lagrange i Laplace przekonali go, aby poświęcił się całkowicie matematyce. W 1815 roku zaczął uczyć analizy na École Polytechnique. Rok później został członkiem Francuskiej Akademii Nauk. Zrezygnował z posady w 1830 roku po intronizacji Ludwika Filipa, albowiem uznał złożenie stosownej przysięgi za niemożliwą do przyjęcia. Po krótkim pobycie w szwajcarskim Fryburgu przyjął w 1831 nowo stworzoną katedrę fizyki matematycznej na uniwersytecie w Turynie.
W roku 1833 obalony król Karol X nakłonił Cauchy’ego, aby ten został nauczycielem jego wnuka, hrabiego z Bordeaux. Pozycja ta pozwoliła Cauchy’emu na podróże, w ramach których zapoznał się z pozytywnym odbiorem jego badań w świecie. W zamian za służbę Karol mianował go baronem. Po powrocie do Paryża w 1838 roku, Cauchy odmówił przyjęcia katedry na Collège de France, jednak w roku 1848, po zniesieniu obowiązku składania przysięgi, ponownie podjął swoją pracę na Faculté des sciences. Gdy po zamachu stanu w 1851 roku ponownie wprowadzono przysięgę, Cauchy i François Arago zostali z niej zwolnieni.
Cauchy miał dwóch braci:
- Alexandre’a Laurenta Cauchy’ego (1792–1857), który został prezydentem działu sądu apelacyjnego w 1847 roku i sędzią sądu kasacyjnego w 1849;
- Eugène’a François Cauchy’ego (1802–1877) – publicystę, który również opublikował kilka prac matematycznych.

## Dorobek naukowy

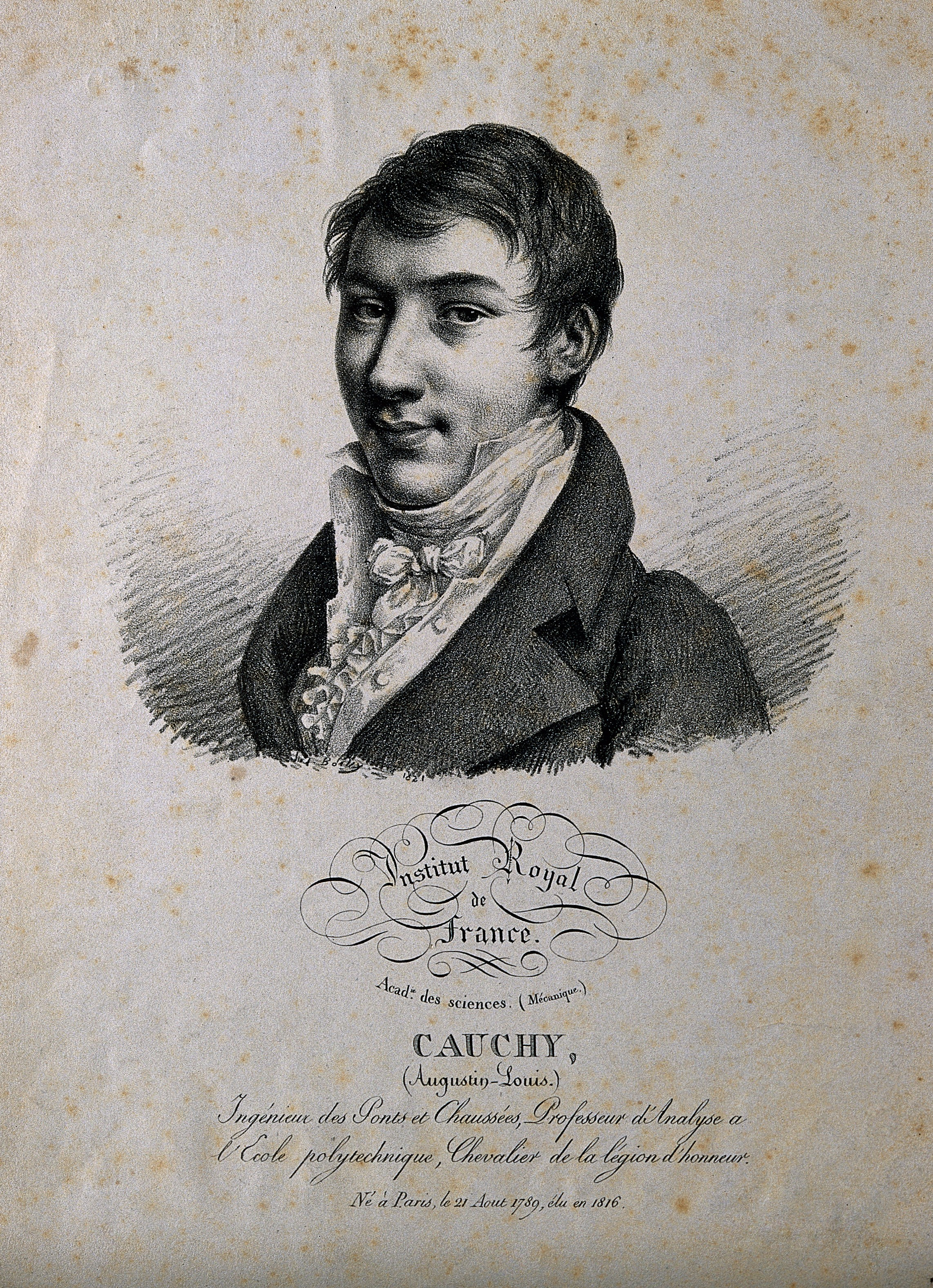
Cauchy w 1821 roku

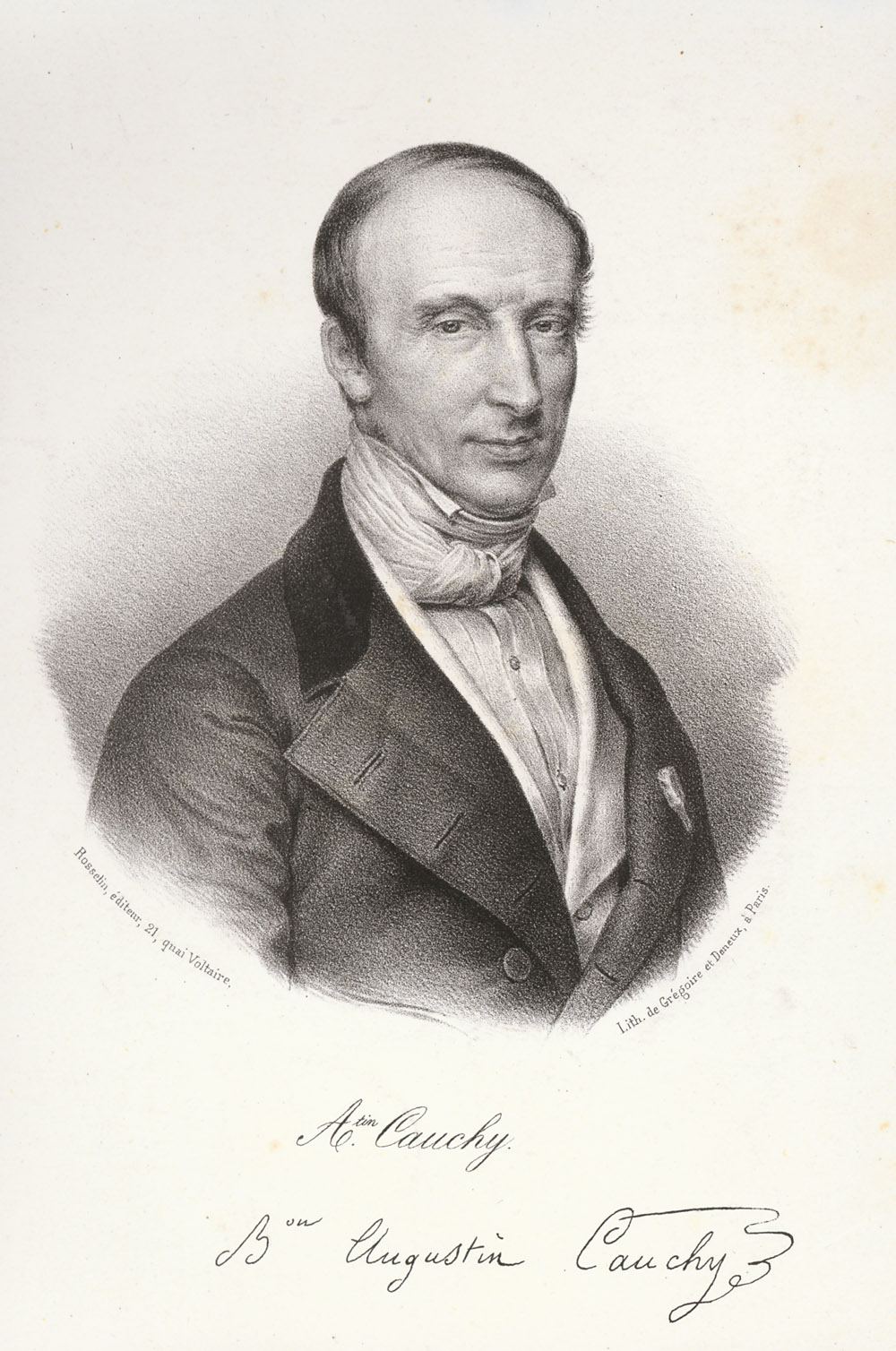
Cauchy w wieku dojrzałym

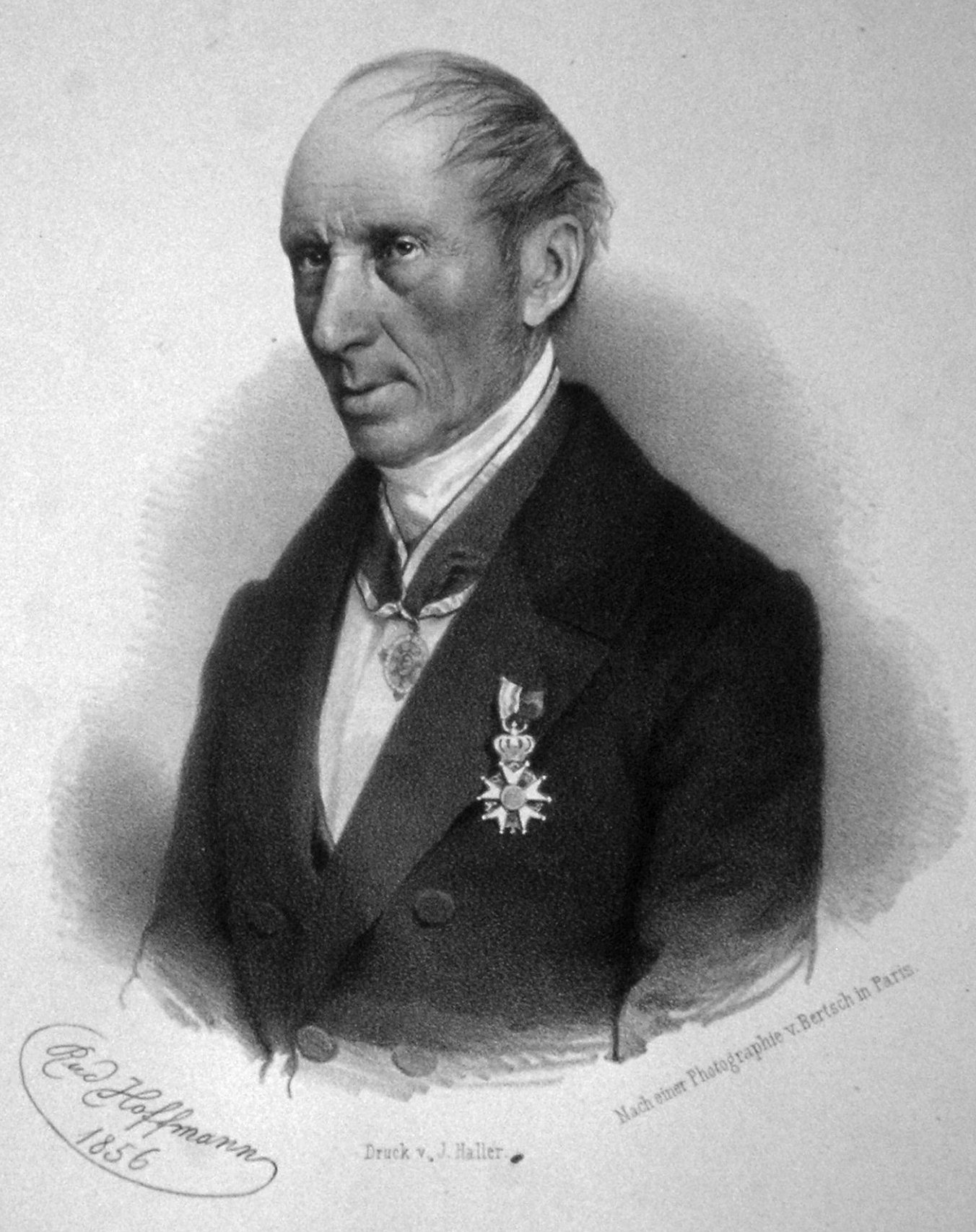
Sędziwy Cauchy w 1856 roku

Geniusz Cauchy’ego przejawiał się w prostym rozwiązaniu problemu Apoloniusza, tzn. zagadnienia znalezienia okręgu stycznego do trzech danych okręgów, jakie odkrył w 1805 roku, jego uogólnieniu twierdzenia Eulera o wielościanach w 1811, a także kilku innych podobnych problemów. Większe znaczenie posiada jednak jego praca o rozprzestrzenianiu się fal, która została uhonorowana Grand Prix Instytutu w 1816 roku.
Jego największym wkładem do matematyki jest precyzja i ścisłość w metodologii pracy, jaką współzapoczątkował. Zawarte są one głównie w jego wielkich traktatach:
- Cours d’analyse de l’École Polytechnique (1821);
- Le Calcul infinitésimal (1823);
- Leçons sur les applications de calcul infinitésimal;
- La géométrie (1826–1828),

a także w dziełach jak:
- Kurs mechaniki (dla École Polytechnique),
- Algebra wyższa (dla Faculté des Sciences),
- Matematyczna fizyka (dla Collège de France).

Liczne traktaty i 800 publikacji jego autorstwa w czasopismach naukowych obejmują badania nad teorią ciągów (sprecyzował m.in. pojęcie zbieżności ciągu), teorię liczb i liczb zespolonych, teorię grup, teorię funkcji, zagadnienia równań różniczkowych i wyznaczników. Jest drugim po Eulerze, najbardziej produktywnym matematykiem w historii.
Cauchy sprecyzował też podstawy analizy matematycznej, opierając je na pojęciach granicy i ciągłości. Był pierwszym, który podał precyzyjny dowód twierdzenia Taylora, ustanawiając jego powszechnie znaną postać różniczkową. Zajmował się badaniami w dziedzinie mechaniki, gdzie zamienił zasadę ciągłości przeniesień geometrycznych na zasadę ciągłości materii. W optyce rozwinął teorię fal i jego imię jest związane z prostym wzorem na rozprzestrzenianie. W elastyce wprowadził pojęcie zmęczenia i jego wyniki są równie znaczące co wyniki Simeona Poissona.
Jego dzieła zebrane, Œuvres complètes d’Augustin Cauchy, zostały opublikowane w 27 tomach.
Ten wielki matematyk francuski miał jednak negatywny wpływ na młodego Évariste’a Galois, który dostarczał swe prace do recenzji Cauchy’ego. Ten nie rozumiał prac Galois i po prostu je wyrzucał.
Cauchy prawdopodobnie wprowadził też nazwę sprzężenia zespolonego (fr. conjuguées) – używał jej w swoim Kursie analizy z 1821 roku.

## Upamiętnienie

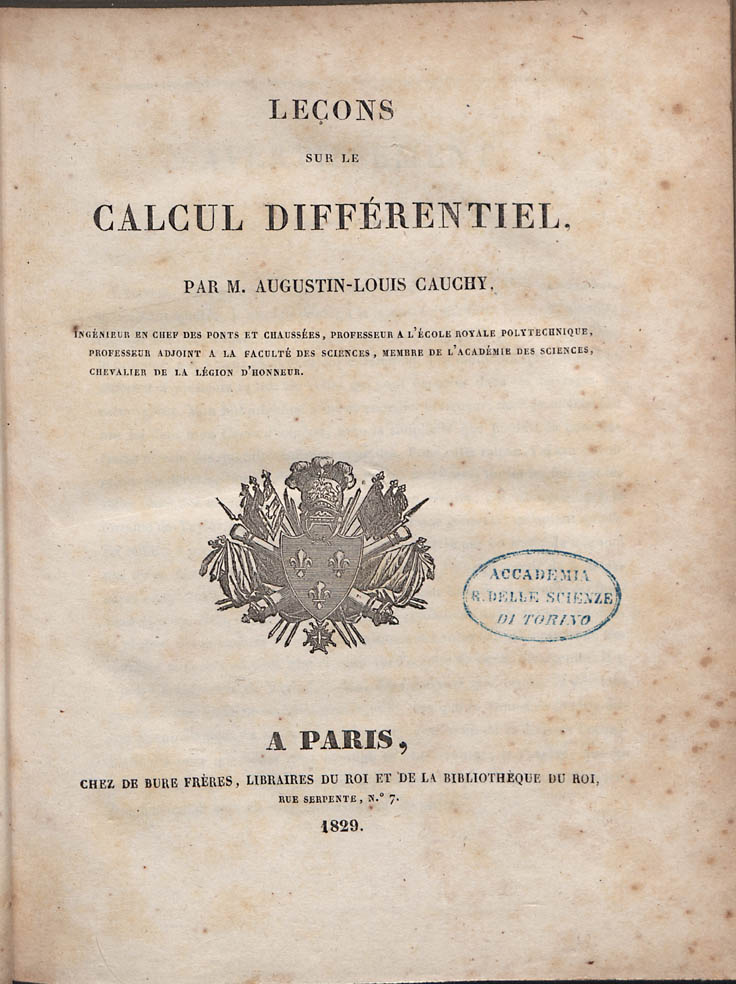
Leçons sur le calcul différentiel, 1829

Nazwisko Cauchy’ego pojawiło się na liście 72 nazwisk na wieży Eiffla. Od jego nazwiska pochodzi też wiele terminów matematycznych w rozmaitych dyscyplinach.
Analiza rzeczywista
- ciąg Cauchy’ego;
- granica funkcji w sensie Cauchy’ego;
- ciągłość funkcji w sensie Cauchy’ego;
- twierdzenie Cauchy’ego (rachunek różniczkowy);
- kryterium Cauchy’ego zbieżności szeregu;
- kryterium Cauchy’ego zagęszczające;
- iloczyn Cauchy’ego szeregów;
- twierdzenie Cauchy’ego-Hadamarda.

Analiza zespolona
- równania Cauchy’ego-Riemanna;
- twierdzenie całkowe Cauchy’ego;
- wzór całkowy Cauchy’ego.

Inne obszary analizy
- zagadnienie Cauchy’ego;
- twierdzenie Cauchy’ego i Peana o istnieniu rozwiązania równania różniczkowego;
- metoda Cauchy’ego (całkowania równań różniczkowych);
- reszta Cauchy’ego.

Algebra
- nierówności Cauchy’ego między średnimi;
- nierówność Cauchy’ego-Schwarza;
- iloczyn Cauchy’ego macierzy;
- twierdzenie Cauchy’ego (teoria wyznaczników);
- twierdzenie Cauchy’ego (teoria grup);
- tożsamość Bineta-Cauchy’ego.

Fizyka matematyczna
- liczba Cauchy'ego;
- równanie Cauchy’ego;
- równanie pędu Cauchy’ego;
- tensor Cauchy’ego[6];
- horyzont Cauchy’ego.

Pozostałe terminy
- twierdzenie Cauchy’ego-Fareya w teorii liczb;
- rozkład Cauchy’ego w probabilistyce.